# Jacob Petit
Pour les articles homonymes, voir Petit.
Jacob Petit, pseudonyme de Jacob Mardochée, né à Paris en 1796 où il est mort le 5 décembre 1868, est un céramiste français.
Son nom reste attaché à l'originalité de sa production. Abondante et diverse, naguère jugée d'une exubérance de mauvais goût, elle est aujourd'hui recherchée pour son originalité, la qualité de sa finition et la richesse de sa polychromie.

## Origines familiales
L'état civil de Jacob Petit n'a jamais pu être établi de manière assurée, pour deux raisons :
- l'incomplète reconstitution des registres parisiens antérieurs à 1860, détruits par la Commune en mai 1871[b];
- la tardive stabilisation des patronymes juifs en France — c'est seulement le 20 juillet 1808 qu'un acte législatif de Napoléon Ier, dit décret de Bayonne, oblige les Israélites à porter un nom de famille.

Le seul acte d'état civil incontestable concernant Jacob Petit est celui rédigé après son décès : « [N°] 1704. Du six Décembre mil huil cent soixante huit à onze heures du matin. Acte de décès de Jacob Mardoche [sic], marchand de porcelaine, âgé de soixante douze ans [né vers 1796], marié à Adélaïde Petit, sans profession, âgée de soixante dix neuf ans [née vers 1789], fils de Moïse Mardoche & de Sarah (nom patronymique ignoré des déclarants), son épouse ; le dit défunt né à Fontainebleau [« Fontainebleau » est barré dans l'acte, la rature étant approuvée en marge] Paris, demeurant à Fontainebleau (Seine & Marne), rue du Chemin de fer, et décédé à Paris, rue du faubourg St honoré, no 208, hier, à huit heures du matin. Constaté par Nous, Adjoint au Maire du huitième arrondissement de Paris, (Elysée), officier de l'Etat civil, délégué, sur la déclaration de Léonard Pannetier, employé, âgé de trente neuf ans, et de Louisette Gatineau, concierge, âgé [sic] de quarante sept ans, demeurant tous deux rue du faubourg St honoré, no 208, lesquels ont signé avec Nous, après lecture faite. Signé : Pannetier, Gatineau, A. Grouvelle adj.[oint] ». 
À ce jour, le contrat de mariage conclu aux environs de 1816 entre Jacob Mardochée et Adélaïde Petit, fille d'un boulanger de Chantilly, n'a pu être trouvé. Jacob Petit adopte  comme pseudonyme le patronyme de son épouse, sous lequel son nom passe à la postérité.
L'examen des actes d'état civil parisiens reconstitués au nom de « Mardoché(e) », et un recoupement des informations qu'ils fournissent, établissent que le couple formé par Moïse Mardochée et Sarah Simon a eu pour fils : 
- Bernard (Paris, 1793[3] - 1855[4]), sous-lieutenant d'infanterie puis rentier. Son acte de mariage précise les nom et prénom de sa mère (Sara Simon) ; il a pour premier témoin son frère, Jacob Mardochée[5] ;
- Bironi (Paris, 1797[6] - avant juin 1840), brouettier, marié le 28 juin 1836 au Havre avec Élise Eugénie Auger (Le Havre, 1815-1842), fille d'un ouvrier perceur[7] ;
- Armand Moyse (Paris, 1798[8] - avant juin 1840), enrôlé en mai 1816 dans les cuirassiers du Berry. Armand Moyse Mardochée n'étant pas cité lors de la succession de son père en juin 1840, il est mort avant cette date.

L'acte de naissance de Jacob, né en 1796, n'a pas été reconstitué. Celui de Jacob (dit Eugène) Mardochée du 15 septembre 1791 concerne un homonyme, fils d'Élie Mardochée, mercier, et de Brunette Bernard, mariés en 1768 à Brody, en Pologne, suivant le rite hébraïque. Il contredit l'acte de décès du céramiste sur deux points essentiels : l'année de naissance induite par l'âge d'une part, le nom des parents d'autre part. En outre, la succession de Moïse Mardochée, laissant en 1840 pour héritiers ses fils Benard et Jacob (voir infra), ne peut concerner un dénommé Élie.
Le recensement parisien des Juifs de 1809 cite le couple (famille no 1761). Le père, bijoutier, est né en 1754 à Avron ; la mère est née en 1766 à Mutterscholtz (Bas-Rhin) ; ils sont parents de neuf enfants :
- Élise, née en 1792 ;
- Abraham, né en 1795 ;
- Heluf, né en 1796 ;
- Jacob, né en 1796 ;
- Bironi, né en 1797 ;
- Hayem, né en 1799 ;
- Élie, né en 1800 ;
- Minette, née en 1801 ;
- Esther, née en 1807.

On remarque l'absence inexpliquable de deux fils : Bernard (né en 1793) et Armand Moyse (né en 1798).
Sarah Simon, épouse de Moyse Mardochée, meurt à Paris, rue Pecquay, le 3 décembre 1838, à l'âge de 73 ans (née vers 1765).
Moïse Mardochée meurt à Paris, rue des Archives, le 1er juin 1840. Il est rentier, âgé de 89 ans (né vers 1751). Ses deux fils, Bernard et Jacob Mardochée, renoncent à sa succession le 26 juin 1840.

## Biographie
Après avoir appris le dessin en autodidacte, Jacob Petit entre comme élève dans l'atelier du peintre Antoine-Jean Gros, disciple de Jacques-Louis David. Précocement attiré par la porcelaine, il rejoint la manufacture de Sèvres dès 1822.

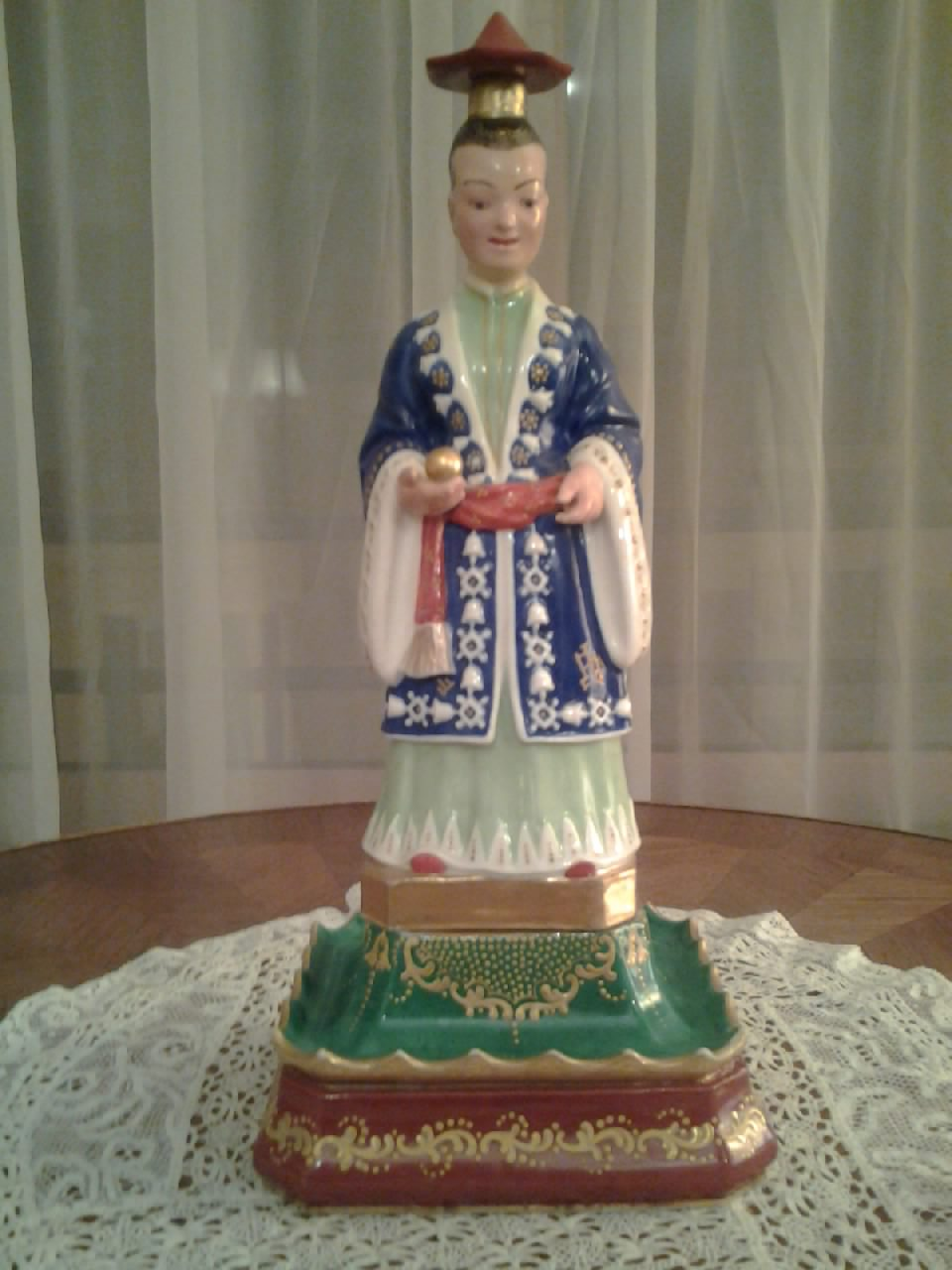
Flacon à parfum représentant une Chinoise. Le bouchon n'est pas d'origine. Collection privée.

Passionné d'arts décoratifs, il effectue plusieurs voyages en France et en Europe (en Italie, en Suisse, en Allemagne, aux Pays-Bas et en Angleterre) pour approfondir ses connaissances et perfectionner sa technique.
Revenu en France, il publie en 1830-1831 un Recueil de décorations intérieures, comprenant tout ce qui a rapport à l'ameublement, comme vases, trépieds, candélabres, lustres, girandoles, lampes, chandeliers, cheminées, faux poëles, pendules, tables, secrétaires, commodes, canapés, lits, draperies de croisées, fauteuils, chaises, tabourets, miroirs, et tout ce qui a rapport à l'orfèvrerie, menuiserie, serrurerie, etc.. Motivé par un désir d'exhaustivité, cet ouvrage  connaîtra un vif succès. L'auteur y puisera constamment ses futures inspirations.
Jacob Petit possède à Fontainebleau une manufacture de porcelaine  employant 80 ouvriers. À Paris, il dirige un atelier situé 26, rue de Bondy — actuelle rue René-Boulanger — puis rue Paradis-Poissonnière — actuelle rue de Paradis.
Créateur animé d'un indéniable esprit d'entreprise, il semble par contre n'avoir été qu'un homme d'affaires malheureux. Il fait faillite en 1848. À la fin de sa vie, la malchance le poursuit : un incendie détruit l'un de ses ateliers, ce qui précipite sa ruine.
Admis pour fièvre à l'hôpital Beaujon, le 1er décembre 1868, il y meurt le 5 décembre 1868 d'une hémorragie cérébrale. Mort dans la misère, il est inhumé le 8 décembre suivant, en tranchée gratuite, au cimetière parisien du Père-Lachaise.
Son épouse, Anne Adélaïde Petit, meurt à l'hospice de Fontainebleau le 11 décembre 1875, dépourvue du moindre bien comme l'atteste le certificat d'indigence délivré à l'administration fiscale le 16 août 1876.

## Œuvre

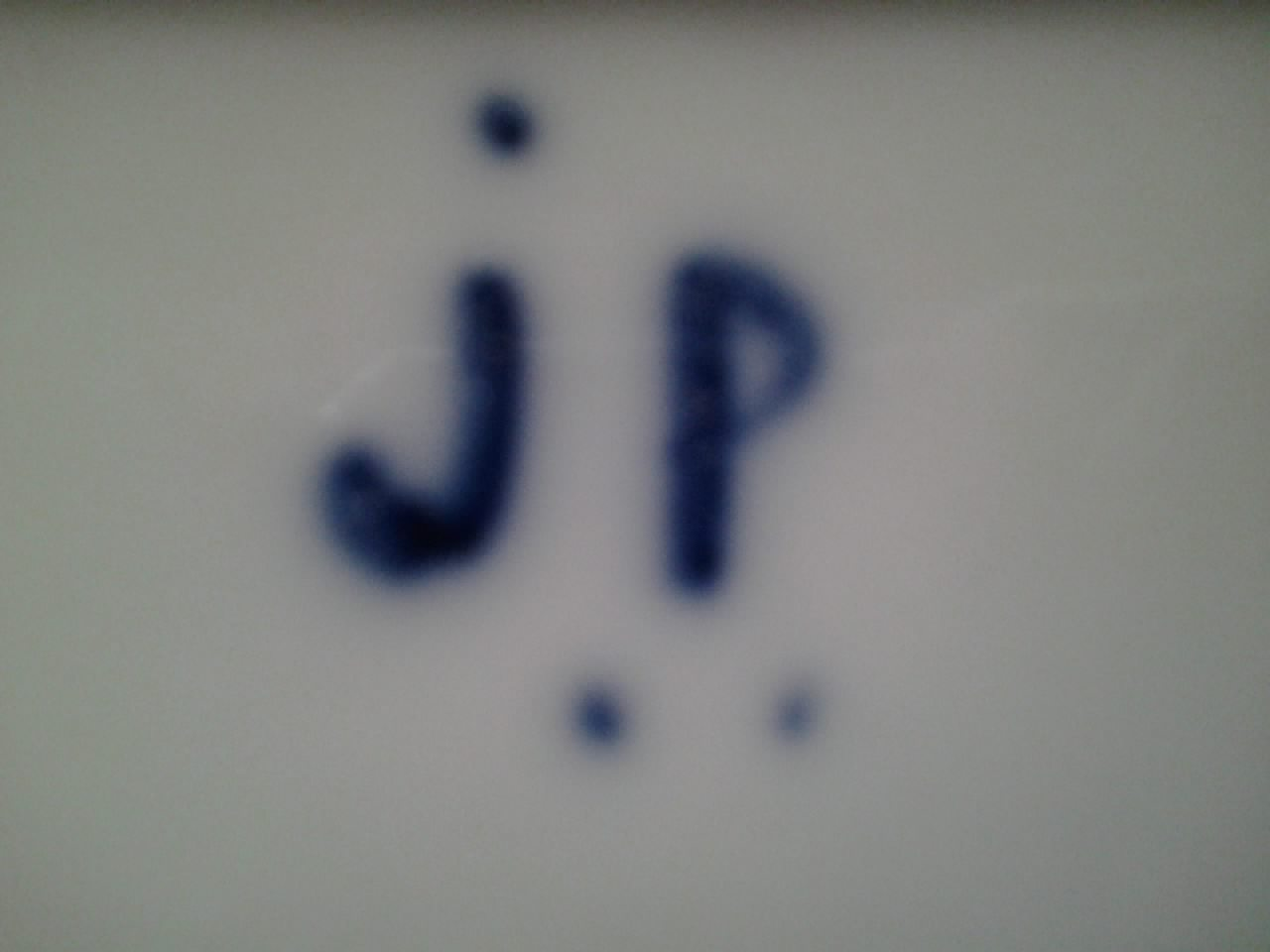
Marque bleue « JP » de Jacob Petit.

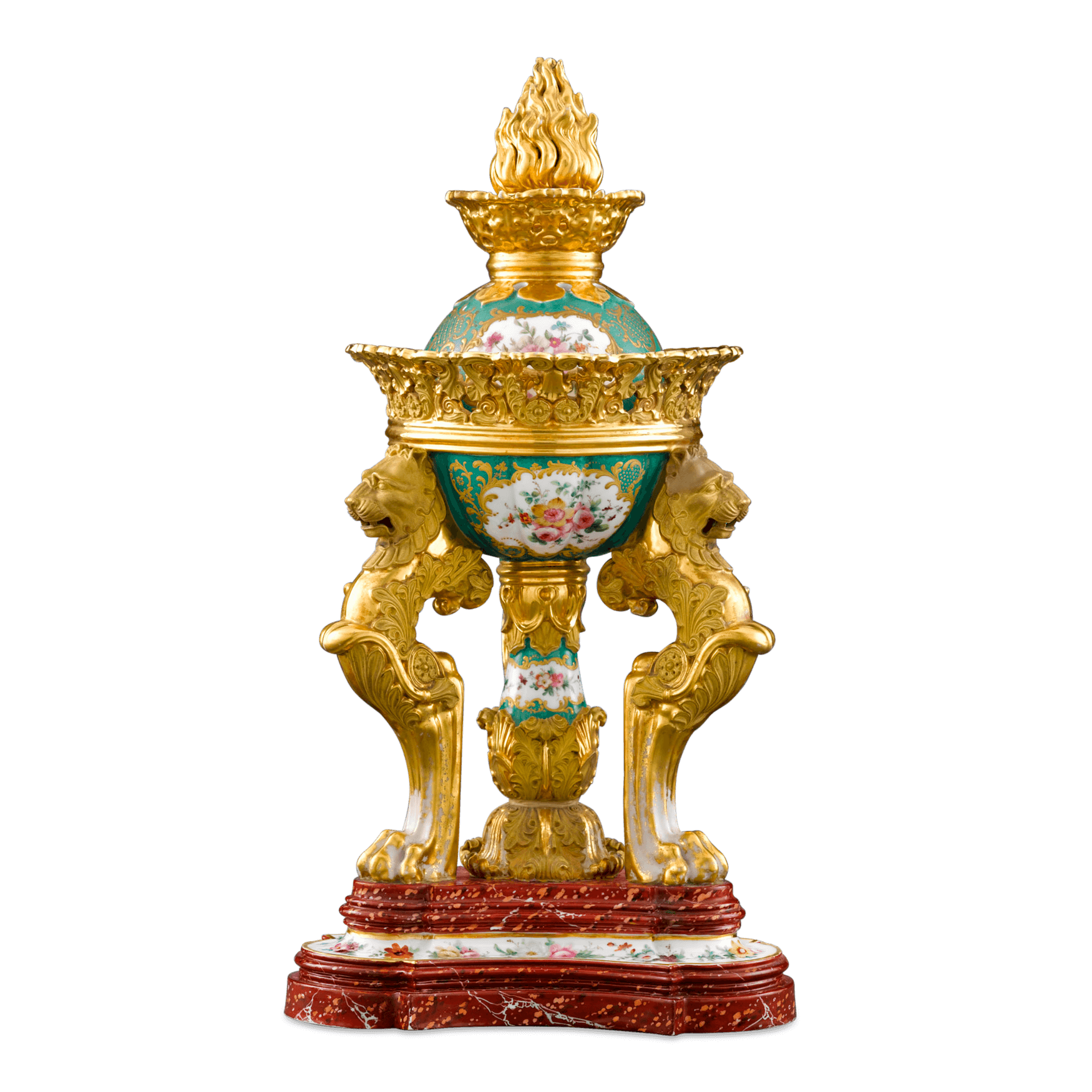
Brûle-parfum, vers 1830. Localisation inconnue.

Jacob Petit produit un grand nombre d'objets décoratifs en porcelaine : vaisselle, vases, tisanières, flacons à parfum, brûle-parfum, encriers, presse-papiers, vide-poches, pendules, luminaires  d'intérieur, et même des cheminées. 
Ses créations se caractérisent par leur audace inventive. Empreintes d'éclectisme, elles puisent à tous les répertoires décoratifs :
- néogothique ;
- Renaissance ;
- baroque ;
- néoclassique ;
- exotisme inspiré des cultures arabe ou chinoise…

Naguère critiqué pour ses couleurs jugées criardes[réf. nécessaire], Jacob Petit s'avère un coloriste remarquable. Il n'hésite pas à juxtaposer teintes franches et rares, tons mats et brillants, pour créer une chatoyante polychromie aux combinaisons presque infinies. Il cherche à rendre la matière avec réalisme (étoffes, bijoux, pierreries, carnations, pelage d'animaux, pétales et feuillages de fleurs, troncs d'arbre…). Répandu généreusement, l'or souligne socles et éléments saillants ou décoratifs. L'ensemble produit une impression de gaieté.

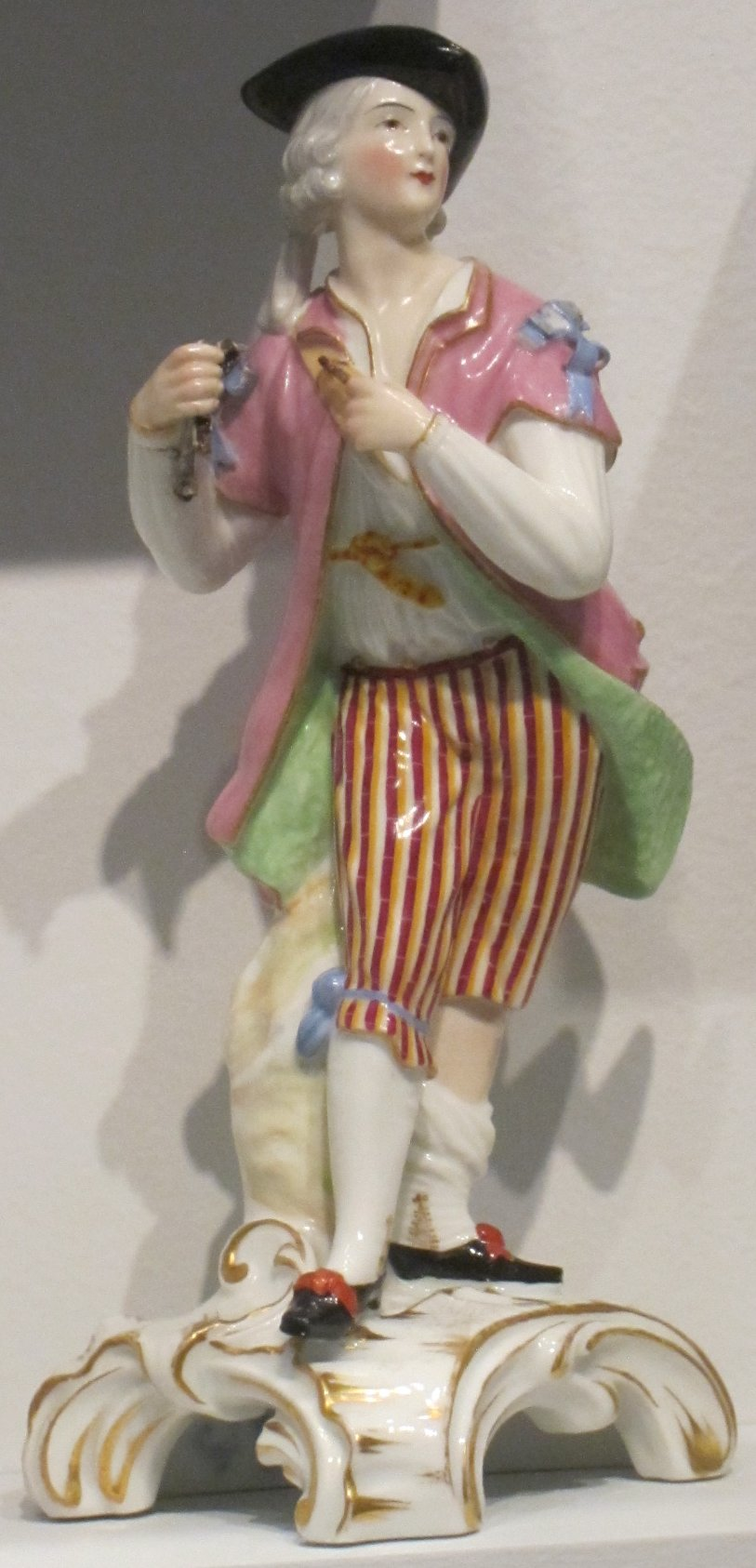
Personnage galant, vers 1835. Honolulu Museum of Art.

Sa créativité empreinte de fantaisie s'exprime, par exemple dans des flacons à parfum conçus par paires : un couple composé d'un homme et d'une femme en costumes de diverses époques ou civilisations (Écossais ; Espagnols ; nobles médiévaux ; Turcs ; Chinois ; Indiens d'Amérique…).
Esprit perpétuellement en éveil, Jacob Petit dépose plusieurs brevets de fabrication. Il aime relever des défis techniques, telle la réalisation de corbeilles en minces filets de porcelaine imitant l'osier tressé (voir infra). Il s'intéresse, entre autres, au procédé difficilement maîtrisable de la dorure sur porcelaine.
Dès 1834, il participe à de nombreuses expositions, où il recueille diverses récompenses en reconnaissance de son esprit pionnier mêlant audace et créativité. Le Rapport du jury central de l'exposition des produits de l'industrie nationale de 1834 lui accorde une mention honorable, « non pour les contours bizarres et difficiles qu'il donne à la plupart de ses pièces ; mais pour la hardiesse d'exécution par laquelle sont vaincues de telles difficultés ». Il ajoute que « tous les décorateurs avouent que les innovations de M. Jacob-Petit ont rendu l'essor au commerce de la porcelaine d'ornement ».
En lui décernant une médaille de bronze, le jury de 1839 affirme : « la fabrication de M. Jacob-Petit, à Fontainebleau, a, dans le commerce, une assez grande vogue, fondée sur l'imagination inépuisable de ce fabricant pour faire les pièces de fantaisie les plus variées : il sort toujours du nouveau de ses fours. Nous dirons que, quand l'imagination n'est maîtrisée par aucune réflexion sur ce qui est approprié à l'objet qu'on prétend faire, que lorsqu'on se permet les formes et les ajustemens [sic] les plus grotesques, il est facile de produire tous les jours du nouveau. Il est malheureux que la mode encourage un tel dévergondage de forme et d'ajustemens grotesques, et force pour ainsi dire le fabricant à s'écarter de ce qu'il considère lui-même comme meilleur. C'est donc une question de commerce, et c'est sous ce premier point de vue que le jury doit d'abord envisager la fabrication de M. Jacob-Petit ; mais, s'il l'examine sous le rapport réellement industriel, on remarquera que M. Jacob-Petit sait choisir, employer et diriger des ouvriers habiles, qui font réussir la plus grande partie de ces pièces si compliquées. On remarquera aussi des corbeilles, non pas moulées, mais tissées en baguettes de porcelaine, qui se sont prêtées à ce tissage comme le ferait l'osier. Or ce travail de la porcelaine dure, qui imite si bien celui qu'on a déjà fait en porcelaine tendre, est nouveau pour nous, quoiqu'il ne le soit pas tout à fait pour la fabrication actuelle, puisque M. Margaine a présenté aussi des petites corbeilles faites par le même procédé. Le jury accorde à M. Jacob-Petit, pour l'application de ce procédé et pour sa fabrication en général, une médaille de bronze ».
L'abondante production de Jacob Petit révèle un souci permanent de recherche et de renouvellement mais aussi de qualité technique, où l'effet décoratif s'accompagne de vraisemblance. Son inventivité et son savoir-faire suscitent l'admiration et la convoitise des collectionneurs.